# تشاستکوف (ناحیه تاخوف)
تشاستکوف (به چکی: Částkov) یک منطقهٔ مسکونی در جمهوری چک است که در ناحیه تاخوو واقع شده‌است. تشاستکوف ۱۱٫۸۶ کیلومتر مربع مساحت و ۳۳۵ نفر جمعیت دارد و ۵۰۳ متر بالاتر از سطح دریا واقع شده‌است.